# Dicranomyia virilis
Dicranomyia virilis är en tvåvingeart som beskrevs av Alexander 1916. Dicranomyia virilis ingår i släktet Dicranomyia och familjen småharkrankar.
Artens utbredningsområde är Peru. Inga underarter finns listade i Catalogue of Life.